# Livio Castiglioni

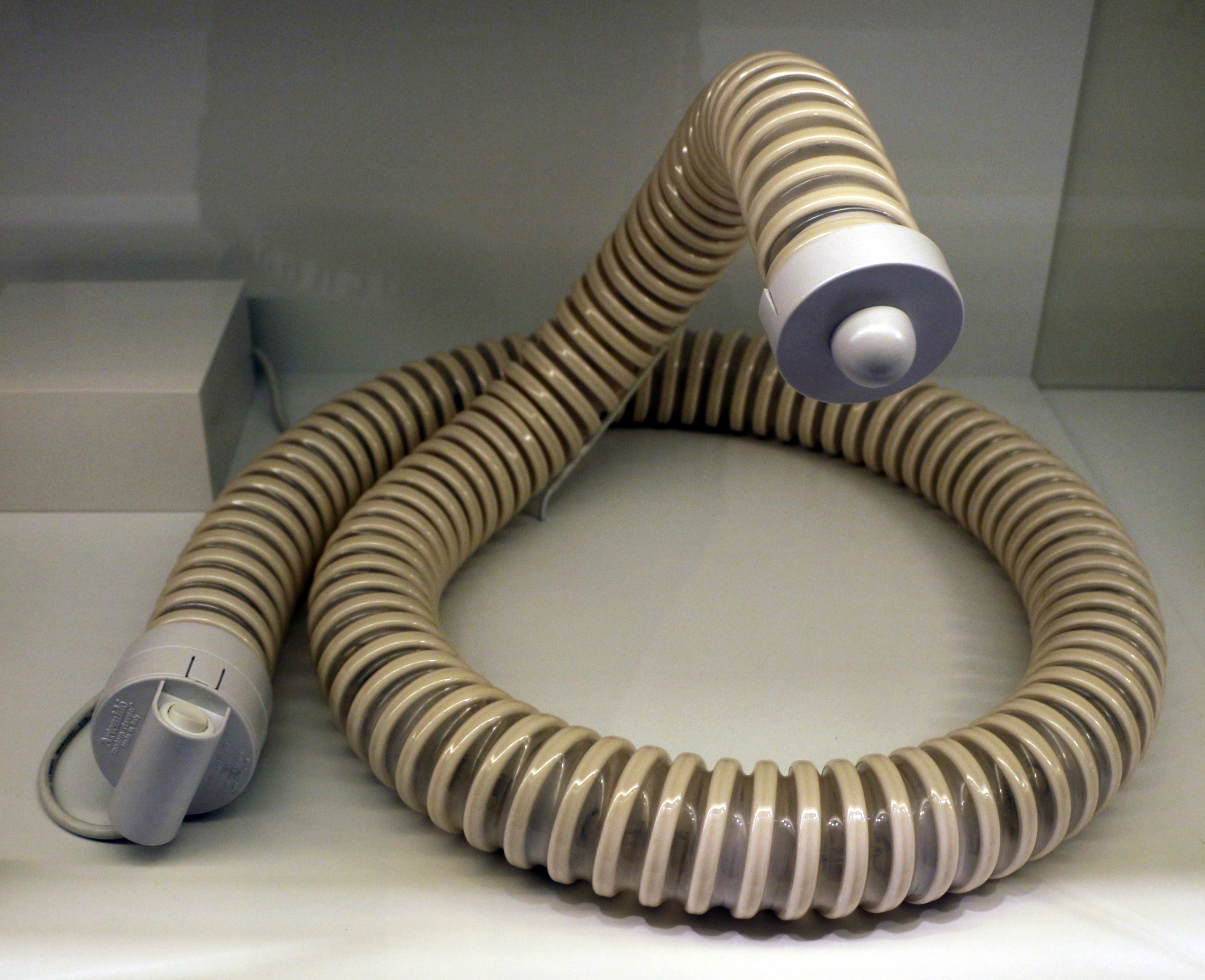
Gianfranco Frattini e Livio Castiglioni per Artemide S.p.A., lampada boalum, 1969-70

Livio Castiglioni (Milano, 1911 – Milano, 1979) è stato un architetto e designer italiano.

## Biografia
Figlio dello scultore Giannino Castiglioni e di Livia Bolla, si laurea in Architettura al Politecnico di Milano nel 1936.
Intraprende nel 1938 col fratello Pier Giacomo l'attività nel campo architettonico. Inizia ad occuparsi di elettronica e illuminazione, diviene consulente di Phonola e successivamente di Brionvega, con cui collabora dal 1940 al 1960.
Decide di separarsi dal fratello e dedicarsi alle prime esperienze al mondo di design legato allo studio delle luci, occupandosi di Lighting design
.
Nel 1956 Livio Castiglioni è cofondatore dell'ADI (Associazione per il disegno industriale), insieme ai fratelli Achille e Pier Giacomo, per promuovere, valorizzare e difendere il design italiano e internazionale. Avrà Livio l'idea di creare un premio triennale, il "Premio Compasso d'oro". Dal 1959 al 1960 è Presidente dell'(ADI).
È stato sepolto nel cimitero di Chiaravalle, ove i resti sono poi stati tumulati in una celletta.

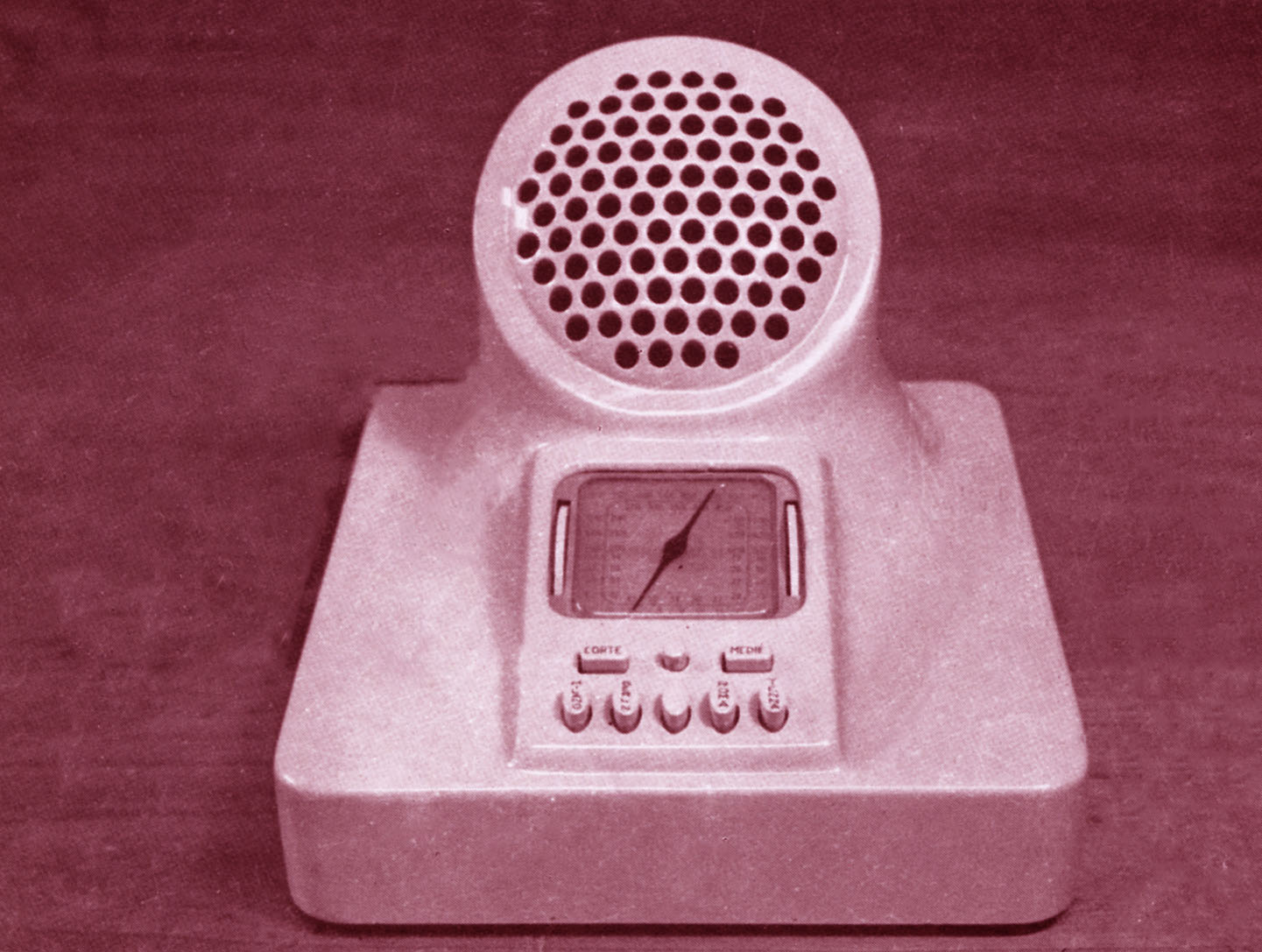
Phonola 547, radio a valvole in bachelite prodotta in varie colorazioni, progettata da Livio, Pier Giacomo Castiglioni e Luigi Caccia Dominioni, 1939

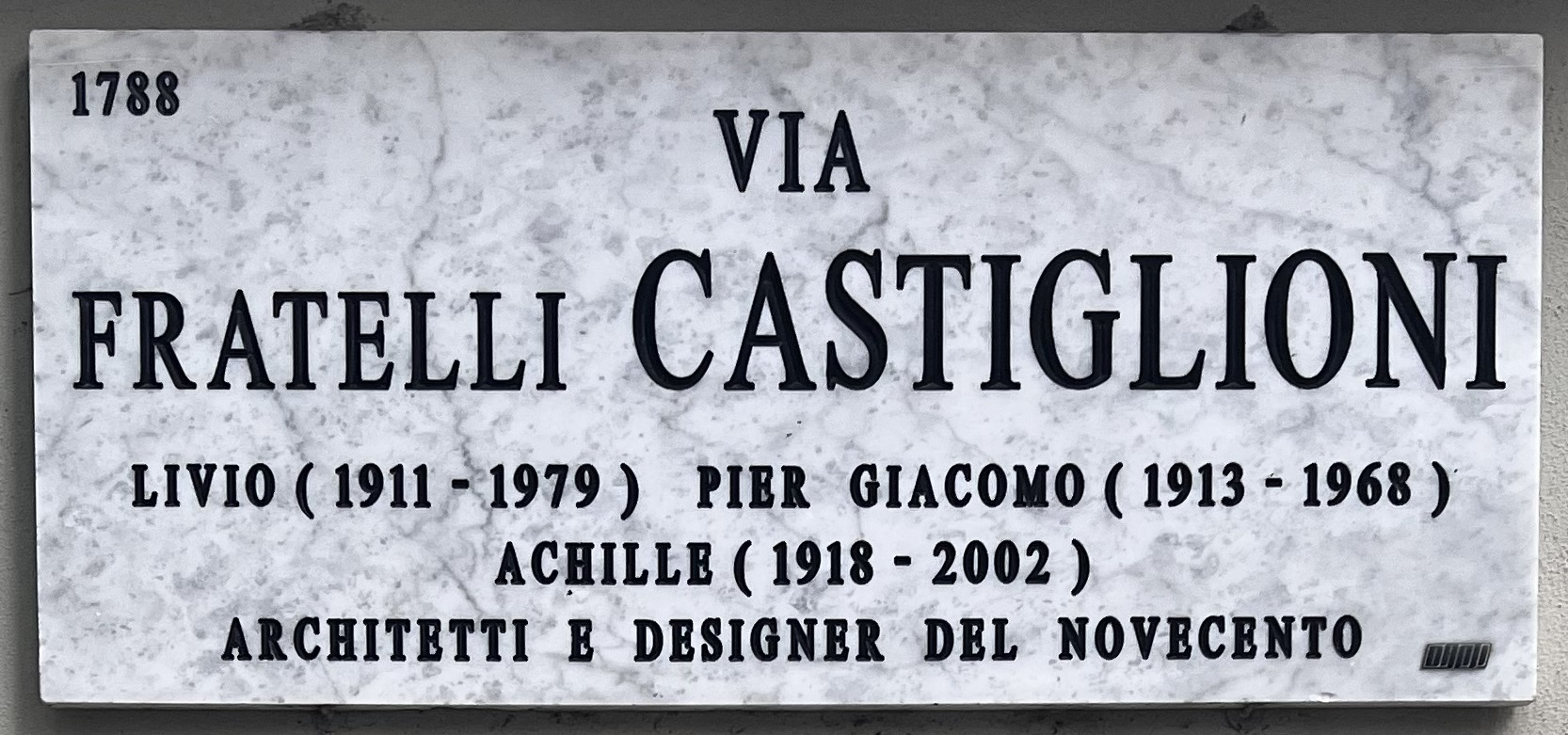
Targa stradale commemorativa, Milano

Nel 2014 ai fratelli Castiglioni è stata dedicata una via a Milano in zona Porta Nuova.

## Design
- Sistema Scintilla, Lampada da terra per Fontana Arte (con il figlio Piero Castiglioni)
- Sistema Scintilla, Lampada da parete per Fontana Arte (con il figlio Piero Castiglioni)
- 1969 Boalum, Lampada per Artemide (con Gianfranco Frattini)
- Phonola, Radio (con Pier Giacomo Castiglioni e Luigi Caccia Dominioni)[10]
- Caccia, Fork, knife and spoon, posate (con Luigi Caccia Dominioni) MOMA Museum of Modern Art[11]